# Maciej Czaj
Maciej Czaj – polski perkusista, kompozytor.

## Kariera muzyczna
Wywodzi się z łódzkiego środowiska muzycznego, tam pojawił się w składach takich zespołów jak m.in.: Torpedy, Incognito, czy Kanon Rytm.
W latach 70. współpracował z wykonawcami o randze ogólnopolskiej. Był perkusistą m.in. zespołu Tadeusza Woźniaka i Koman Bandu z którym w 1974 dokonał nagrań radiowych (ukazały się w styczniu 2021 na płycie Continuation, zbierającej nagrania grupy z lat 1974-75) i nagrał wydany w 1975 roku debiutancki longplay wokalistki Krystyny Prońko pt. Krystyna Prońko. Był również podporą zespołu akompaniującego Pro Contrze, a także Testu z którym w maju 1975 roku zarejestrował w Polskim Radiu utwory Bez problemów i Nie bądź taka pewna siebie, które były niejako zwiastunem drugiego albumu formacji – jednak ostatecznie do nagrania krążka nie doszło. Muzyk pracował w zespole od 1975, aż do zakończenia jego działalności jesienią 1976 roku. Koncertował również z węgierskim Locomotivem GT. W 1977 roku przez miesiąc występował w Danii z zespołem The Troubadours, który dzielił klubową scenę z Boney M.. W 1978 roku formacja w nieco zmienionym składzie występowała pod nazwą Grupa T i nagrała m.in. instrumentalną kompozycję perkusisty pt. Herbata. Na początku 1979 roku łodzianin opuścił zespół i rozpoczął współpracę z Czesławem Niemenem. Jako członek jego grupy N.AE. (Niemen Aerolit) występował z artystą podczas Międzynarodowego Festiwalu Interwizji Sopot'79, gdzie Niemen odniósł spektakularny sukces oraz koncertował m.in. w Niemczech, w Armenii, czy w ZSRR.
W latach 1980-1990 grał w EB Bandzie, którego wokalistą był Wojciech Korda, gitarzystą Dariusz Kozakiewicz, basistą przez pewien czas był Tadeusz Gogosz, zaś klawiszowcem Maciej Głuszkiewicz (wcześniej podpora Klanu i Show Bandu) a po jego odejściu Jerzy Zgrzeba – muzycy występowali zarobkowo w lokalach i klubach w Skandynawii. W kraju perkusista wziął udział w imprezach wspomnieniowych Old Rock Meeting w Operze Leśnej w Sopocie (12-13.07.1986) i Gwiazdy Mocnego Uderzenia w Domu Muzyki i Tańca w Zabrzu (24.03.1988).
Zmarł 8 sierpnia 1992 roku.

## Dyskografia

### Albumy
Z zespołem Koman Band:
- 1975: Krystyna Prońko – Krystyna Prońko (LP, Pronit – SXL 1091)[1]
- 2021: Koman Band – Continuation (CD, GAD Records – GAD CD 149; zbiór nagrań radiowych zespołu z lat 1974–1975)[7]

Z zespołem Test:
- 2000: Złota kolekcja: Przygoda bez miłości (CD, Pomaton EMI – 7243 5 25562 2 9)[1]
- 2008: Z Archiwum Polskiego Radia, Vol. 9 – Test (CD, Polskie Radio – PRCD 1060)[1][20]
- 2015: Przygoda bez miłości (LP, Kameleon Records – KAMLP 09)[1]

Z zespołem Czesława Niemena N.AE.:
- 1979: Niemen i Przyjaciele (live in Kolonia 10.11.1979) (bootleg)[12]

Z zespołem Niebiesko-Czarni:
- 1988: Przeżyjmy to jeszcze raz (3xLP, Polskie Nagrania „Muza” – SX 2616/18)[1][20]

### Inne nagrania
- 1986: Old Rock Meeting A.D. 1986 (5xLP, PolJazz – KPS j 013)[20]
- 1987: Czy nas jeszcze pamiętasz? OLD ROCK MEETING (2xLP, Polskie Nagrania „Muza” – SX2505/6)[20]